# 東三日市站
東三日市站（日语：／ Higashi-Mikkaichi eki */?）是隸屬於富山地方鐵道的鐵路車站，座落於富山縣黑部市，車站編號為T28，現時為無人站。站名沿於町村制時期的三日市村及後來的三日市町，稱為「東三日市」是由於鄰站電鐵黑部站在開業時稱為「西三日市站」。現時為無人站，但在平日上午7:00-8:30會有站員負責查票事宜。
過往為特急列車停車站，2015年因應新黑部站開業，特急列車改為只停靠由北陸新幹線的轉乘客，特急列車不再停靠本站。現時只有普通列車及急行列車停靠。

## 車站結構

### 站房
於開站時已建成，以木板、混凝土、磚及鋼筋所建成的兩層建築物，於北方及西方均設有出入口，候車室、站務室均設於地下，二樓部份則不對外開放。沿北方入口進入站房後，可直行通過驗票窗口後到達月台。過往於閘口前設置了整理卷發票機，現時已撤去。

### 月台配置
只設有側式月台1座，列車靠站時，往宇奈月溫泉站方向為左側上落，往上市站方向為右側上落。
| 路線  | 方向 | 目的地               | 備註 |
| ----- | ---- | -------------------- | ---- |
| ■本線 | 上行 | 新魚津、電鐵富山方向 |      |
| ■本線 | 下行 | 舌山、宇奈月溫泉方向 |      |

## 歷史
- 1922年11月5日：黑部鐵道三日市站～下立站開業，設站[2][3]。
- 1943年：

- 1月1日：富山縣內各鐵道路線全部統一由富山電氣鐵道統一管理，路線改稱黑部線。
- 11月11日：電壓由600V提升至1500V，並開始直通至電鐵富山站。

- 1953年2月25日：第一次站房改建[4]。
- 1959年7月25日：第二次站房改建[4]。
- 2015年2月26日：由於新黑部站開業，特急列車不再停靠本站。
- 2019年3月16日：增設車站編號[5]。

## 利用人數
| 乘車人數推算 | 乘車人數推算 | 乘車人數推算 | 乘車人數推算 | 乘車人數推算 | 乘車人數推算 | 乘車人數推算 | 乘車人數推算 |
| 年度         | 1日平均人數  | 年度         | 1日平均人數  | 年度         | 1日平均人數  | 年度         | 1日平均人數  |
| ------------ | ------------ | ------------ | ------------ | ------------ | ------------ | ------------ | ------------ |
| 1973         | 2,098        | 1991         | 1,209        | 2001         | 444          | 2011         | 390          |
| 1975         | 2,212        | 1992         | 1,174        | 2002         | 444          | 2012         | 407          |
| 1977         | 2,122        | 1993         | 1,123        | 2003         | 434          | 2013         | 417          |
| 1979         | 1,942        | 1994         | 1,010        | 2004         | 435          | 2014         | 388          |
| 1981         | 1,905        | 1995         | 786          | 2005         | 455          | 2015         | 414          |
| 1983         | 1,709        | 1996         | 748          | 2006         | 461          | 2016         | 400          |
| 1985         | 1,565        | 1997         | 635          | 2007         | 410          | 2017         | 421          |
| 1987         | 1,390        | 1998         | 541          | 2008         | 399          |              |              |
| 1989         | 1,261        | 1999         | 493          | 2009         | 387          |              |              |
| 1990         | ---          | 2000         | 479          | 2010         | 382          |              |              |

## 相鄰車站
富山地方鐵道
■本線
特急「宇奈月」、「黑部」、「阿爾卑斯」
通過
急行、普通
電鐵黑部（T27）－東三日市（T28）－荻生（T29）

## 軼事
本站開站時，黑部鐵道替其加上英文站名時，是根據日語羅馬字拼法，採用了「HIGASHI MITSUKAICHI」，現時月台上的站牌也是採用這種串法。1931年時，則改以日本式羅馬字的串法，採用了「HIGASI MIKKAITI」。但現時官方網站的英文專頁，則採用「Higashi-Mikkaichi」的串法。

## 外部連結
- 富山地方鐵道東三日市站官方網頁 （页面存档备份，存于）（日語）